# Homus

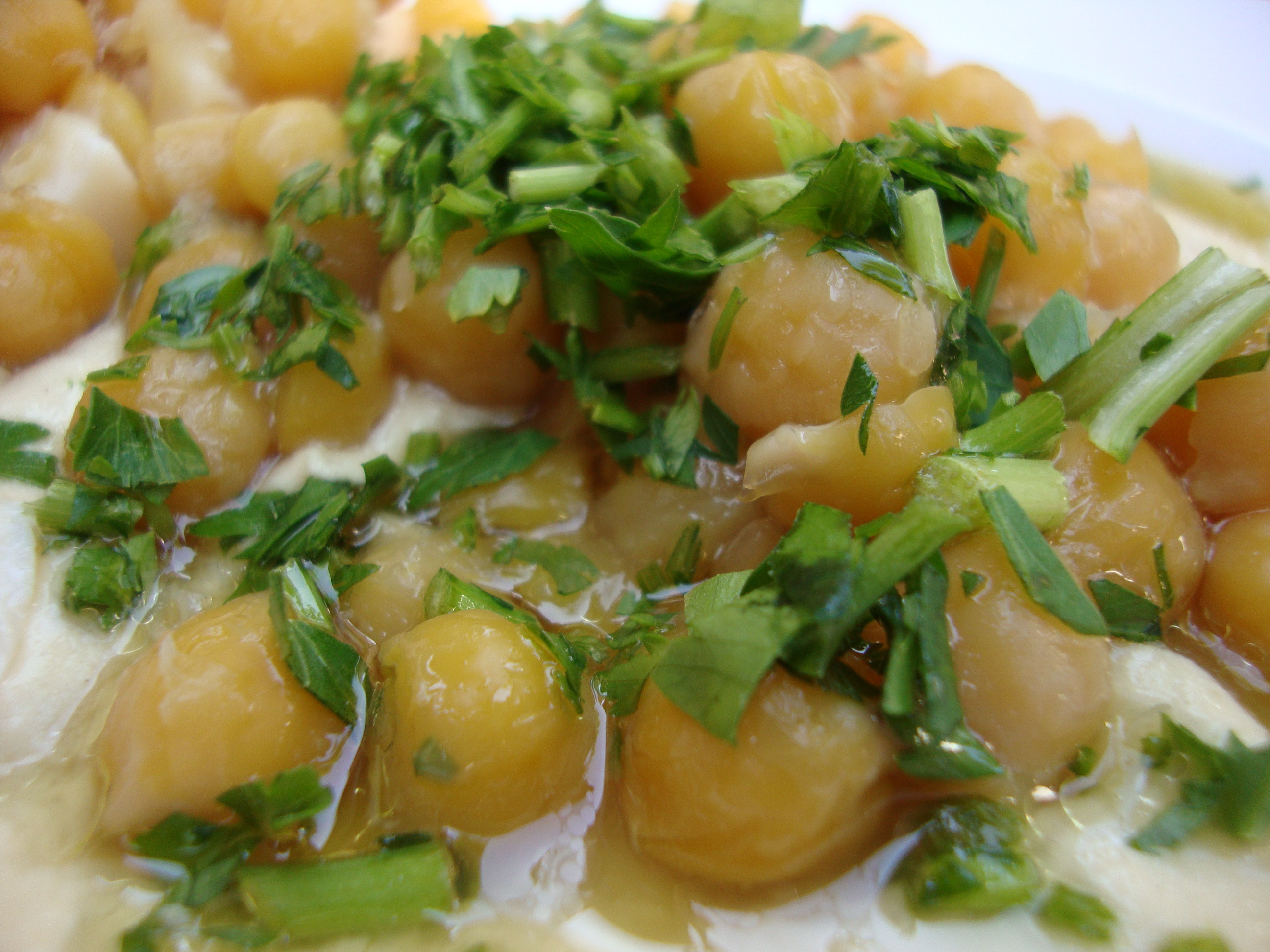
Salada de homus com grão-de-bico

Homus  (português brasileiro) ou Húmus  (português europeu) (em árabe: حُمُّص) é um alimento típico da cultura árabe feito a partir de grão-de-bico cozido e espremido, taíne, azeite, sumo de limão, sal e alho.

## Etimologia
"Homus" é uma palavra árabe (حمّص ḥummuṣ) que significa "grão-de-bico" e o nome completo do preparado em árabe é حمّص بطحينة ḥummuṣ bi ṭaḥīna, que significa "grão-de-bico com taíne".

## História

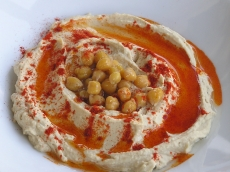
Prato de homus com grão-de-bico

Muitos tratados culinários descrevem o homus como um alimento antigo, ou conectado a figuras históricas famosas, como Saladino. De facto, sua base de ingredientes, o grão-de-bico, gergelim, limão e alho tem sido comidos na região há milênios. Mas, na verdade, não há nenhuma evidência específica para a suposta história antiga do hummus bi tahina.  Apesar do grão-de-bico ser amplamente consumido na região, muitas vezes cozidos em ensopados e outros pratos quentes, o puré de grão-de-bico com taíne comido frio não aparece antes do período abássida no Egito e no Levante.
As primeiras receitas conhecidas de um prato semelhante a hummus bi tahina estão registradas em livros de culinária publicados no Cairo no século XIII. Um purê frio de grão-de-bico em conserva no vinagre com limão, ervas, especiarias e óleo, mas não de taíne ou alho, aparece no Kitāb al-Wusla ilā l-habīb fī wasf al-tayyibāt wa-l-tīb; e um purê de grão-de-bico e taíne chamado hummus kasa aparece no Kitab Wasf al-Atima al-Mutada: baseia-se em grão-de-bico em puré e taíne, acidulado com vinagre (embora não limão),contendo muitas especiarias, ervas aromáticas, nozes mas não alho.